# Jelka Godec Schmidt
Jelka Godec Schmidt [jélka gódəc šmít], slovenska ilustratorka in pisateljica, * 1. maj 1958, Ljubljana.

## Življenje
Jelka Godec Schmidt se je rodila v umetniški družini. Že v mladosti je pogosto opazovala mamo, Ančko Gošnik Godec, kako riše, in jo poskušala posnemati. Po končani gimnaziji se je vpisala na Akademijo za likovno umetnost in oblikovanje v Ljubljani in jo tudi uspešno zaključila. 
Ilustrirala je sprva za mladinsko revijo Pil, nato pa za otroški reviji Ciciban in Cicido. Prva knjiga, ki jo je opremila z ilustracijami, je bila Marjanka Vseznanka pisateljice Branke Jurca. Do danes je likovno opremila že veliko število knjig, ustvarja pa doma, kjer ima opremljen atelje, ki si ga je delila tudi z možem Matjažem Schmidtom, ki je bil prav tako ilustrator.
Poleg ilustriranja se je Jelka Godec Schmidt posvetila tudi pisanju. Do leta je 2003 napisala tri otroške knjige.

## Nagrade
- Levstikova nagrada - 1997
- Nagrada Hinka Smrekarja - 2004
- Levstikova nagrada za življenjsko delo - 2019